# Кнайфф
Кнайфф (люксемб. Op Kneiff) — пагорб у північному Люксембурзі, недалеко від державного кордону. Найвища вершина цієї країни. Висота — 560 м. Найвищою вершиною оголошено після 1997 року, до того найвищою вершиною Люксембургу вважався пагорб Бургплац, розташований неподалік.